# 簡又文
简又文（1896年—1978年10月25日），字永真，號驭繁，笔名大华烈士，斋名猛进书屋，祖籍廣東省新會县双水镇木江维新里。中国宗教学家、历史学家、基督徒。

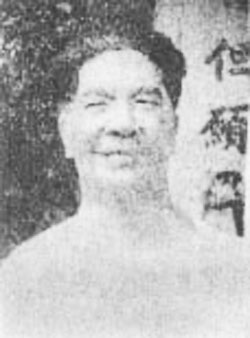
简又文

## 生平

### 燕大治学
其父简寅初是東南亞华侨，在新加坡先後加入中国同盟会及中华革命党，致力革命，曾被孙文聘任为南洋筹饷专员，是國學家饒宗頤的老師。
简又文自幼受父亲影响，爱好文学，热衷革命。上小学时，组织数名同学，在校内自编自写壁报，鼓吹革命并张贴墙报。在广州岭南中学时，创办《岭南青年报》周刊。1917年，简又文毕业于广州岭南学堂（岭南大学的前身），后赴美国留学，入欧柏林大学。毕业时，获欧柏林大学文学士学位。后升入芝加哥大学研究院，获得宗教教育科硕士学位。
1921年，简又文归國，在上海中华基督教青年会全国协会任文字事工（编辑干事），为该协会的书报会编写了《科学与宗教》、《宗教的人生观》等书。1922年，讨伐陈炯明后，孙科出任广州市市长。简又文被孙科任命为广州市教育局局长。任职不到一年，因广州市市长孙科调任他职而去职。
1924年春，简又文受北京燕京大学宗教学院聘任为燕京大学教授。在燕京大学期间，除了编译图书、写作之外，兼治太平天国史。1925年5月暑假，简又文自北京南下省亲，经过上海、广州，目睹五卅惨案、沙基惨案惨状，即搜集各种公私记录及报纸，避开英国警官搜查，回到北京后向北京政府外交部报告并向各方报导惨案情况。简又文在燕京大学同情并支持革命，受到爱国学生爱戴，凡有爱国集会均请其前去主持并演讲。当时政局混乱，简又文留在燕京大学主持校务。

### 投身军政界
1926年秋，简又文因为秘密参加反帝革命活动，被奉系及山东军阀通缉，乃离开北京回广东。此时，信仰基督教的冯玉祥在五原誓师，加入国民革命阵营。因冯玉祥需要政治工作人员，简又文经孙科保荐，获中国国民党中央党部委派，赴西北军，任国民革命军第二集团军总司令部（冯玉祥任总司令）外交处处长、前敌政治部中将主任、兼中国国民党中央党部西北军政治工作委员，由此开始军政界生涯。
1928年夏，国民革命军攻占北京（同年北京更名为北平），简又文在西北军的任务已完成，乃于1929年返回北平，负责“今是中学”的校务。不久，汪精卫的“改组派”和中央的关系公开破裂，孔祥熙保荐简又文赴山东任山东都转盐运使司盐运使司长，负责调解宋子文与孙良诚的纠纷，弥合中央与冯玉祥军的关系。
1931年，奉孙科之命，简又文任国民政府铁道部参事。不久，简又文奉孙科之命，历任国民政府秘书、省委委员等职。8月27日，就任广州市社会局局长。任内，收教乞丐，办“安老院”、“健济院”、 “平民宫”，还兴办了平民学校、平民赠医施药处等慈善机关。1932年，为发展家乡的教育，纪念先父简寅初，简又文捐资13万元，在家乡新会县双水木江村创办“简公寅初小学”。
1933年1月，孙科赴南京任立法院院长，简又文奉命出任立法院第三届立法委员。在任立法委员的十多年间，简又文在香港、广州、新加坡、上海等地，专心写作。他将过去寄存在北平燕京大学图书馆及其他地方的图书、文物全部迁至上海，集中在“寒园”（住所），供学术研究之用。
不久，简又文与良友图书公司商谈，创办《人间世》半月刊，简又文任社长，林语堂任总编辑，主要发表抒发性灵的小品文。简又文还是上海中国文艺界协会发起人之一。1935年，简又文撰成《太平天国杂记》一书，交由商务印书馆出版。1935年，任吴越史地研究会评议员。簡又文翻譯英文版瑞典基督教牧師韓山文記載洪秀全堂兄弟洪仁玕之述說，简又文将中文书名定为《太平天國起義記》，1935年出版。
1936年，简又文创办《逸经》半月刊，自任社长兼主编。《逸经》主要刊登文史类文章。当时，有篇稿件是《红军二万五千里西引记》，简又文认为这是篇报导史实的好文章，富文献价值，便大胆采用，轰动一时。1936年，《逸经》创刊特大号出版，内容60多版，远销至云南、四川等地及南洋、美洲、欧洲各国，欧美大学的图书馆、美国国会图书馆长期订购。

### 从抗战到内战
1937年七七事变爆发后，简又文以“抗战到底”为宗旨，创办了《大风》旬刊，自任社长兼主编，共刊发102期。《发刊辞》中有四句诗：“《大风》起兮云飞扬，云蔽日兮日无光。仁风所及兮世界清凉，全民努力兮守四方。”日军占领南京后，在香港九龙的爱国人士成立港九青年救护团，简又文任总务组主任，开展筹款等活动。
1938年冬，日军占领广州，中国国民党中央党部将香港支部改组为中国国民党港粤湾总支部，吴铁城任主任委员，简又文任执行委员，负责文化工作。1939年初秋，在香港的文化界领袖人物成立文化协进会，简又文出任理事会主任委员。当时，简又文撰写论文《太平天国文物》，此外还在香港大学冯平山图书馆组织展览，展出161种文物。
1941年，日军占领香港期间，简又文在香港负责抗日文艺宣传的联络，后赴桂林。1942年，出任广西省政府顾问，收集并整理太平天国史料。抗日战争胜利后，简又文自桂林回广州，任广东省政府顾问，筹建广东文献馆。1946年9月，任广东省文献委员会主任委员兼馆主任，主编《广东文物》双月刊，助编《广东丛书》。任内，在广州西关的新居“至庐”兴建“百剑楼”，收藏画家高剑父的作品百余幅，广东名家的书画及艺术作品千余。1948年5月，主持举行《太平天国文化展览会》。

### 定居香港
1949年3月，简又文辞去全部职务，赴香港定居。1954年，获聘为香港大学东方文化研究院名誉研究员。后任中央研究院近代史研究所通信研究员、台湾中国文化学院通信教授。同年，为粤剧花旦王芳艳芬编写《万世流芳张玉乔》剧本。1957年5月，应香港电台邀请，连续两年在电台播讲《太平天国故事》。同年，撰寫宋皇臺碑記名為《九龍宋皇臺遺址碑記》，1959年，由香港政府於宋皇臺立石。1960年11月，获聘为清史编纂委员会委员，负责专门撰写《洪秀全载记》。1961年，八卷《洪秀全载记》编成。1962年10月及1964年初，先后两度赴台湾出席第二届亚洲历史学家会议和史学会议。1964年8月赴美国，任耶鲁大学研究院研究专员。其间，以英文著有《太平天国革命运动史》一书，后在1973年由耶鲁大学出版社出版。返回香港后，任香港大学亚洲研究中心名誉院士、香港中文大学名誉研究员。1966年，任香港各界纪念孙中山先生百年诞辰大会文物展览小组委员会委员。1967年，对《洪秀全载记》进行修订。1975年，《太平天国革命运动史》一书获美国历史学会“费正清奖”。
1978年10月25日，简又文在香港九龙塘寅圃寓所病逝，享年83岁。安葬在九龙嘉林边道基督教永远坟场。

## 著作
- 简又文，太平天國全史，1957年
- 简又文，金田之游
- 简又文，太平天国杂记
- 简又文，太平军广西首义史
- 简又文，太平天国典制通考
- 简又文，太平天国与中国文化
- 简又文，洪秀全载记
- 简又文，洪秀全载记增订本（又名洪秀全史传）
- 简又文，太平天国革命运动史（英文）
- 简又文，忠王李秀成亲供之研究
- 简又文、赖廉士，纪念孙中山的两篇文章（英文）
- 简又文，西北东南风
- 简又文，科学与宗教
- 简又文，宗教的人生观
- 简又文，西北从军记
- 简又文，冯玉祥传
- 简又文，宦海飘流二十年
- 简又文，革命画家高剑父
- 简又文，中国基督教的开山事业
- 简又文，白沙子研究
- 简又文，白沙子之自传
- 简又文，陈白沙之自然哲学
- 简又文，画坛怪杰苏仁山
- 简又文，我研究太平天国史的经过
- 简又文译，太平天国起义史
- 简又文译，古犹太革命演义
- 简又文译，十七岁
- 简又文译，摩登迦女
- 简又文译，硬汉
- 简又文译，传教伟人耶得逊
- 简又文译，传教伟人马礼逊
- 简又文译，十二使徒遣训
- 简又文编译，太平天国杂记（第一辑）
- 简又文主编，广东文物
- 简又文主编，宋皇台纪念集[1]
- 简又文主编，嶺南牛